# اتفاق السلم والشراكة الوطنية (2014)
 اتفاق السلم والشراكة الوطنية هو اتفاق سياسي يمني وُقع في 21 سبتمبر 2014 لتسوية الأزمة بين الحوثيين والسلطات والمكونات السياسية في اليمن، ورفض الحوثيون التوقيع على الملحق الأمني التابع للاتفاق حينها وتم التوقيع عليه في 27 سبتمبر. ويحوي الملحق الأمني سبعة بنود أهمها تأكيد ضرورة بسط نفوذ الدولة واستعادة أراضيها، وإزالة التوتر السياسي والأمني من صنعاء، بالإضافة إلى تشكيل لجنة مشتركة لوقف جميع أعمال القتال في محافظتي الجوف ومأرب وفق فترة زمنية محددة. واتهم الرئيس هادي في 26 سبتمبر الحوثيين بعدم احترام الإتفاق ودعاهم للانسحاب من صنعاء التي يسيطرون عليها منذ توقيع الإتفاق.

## نص الإتفاق
| اتفاق السلم والشراكة الوطنية (2014) | بناء على مخرجات مؤتمر الحوار الوطني الشامل، التي توافقت عليها جميع المكونات اليمنية والتي أرست أسس بناء دولة يمنية اتحادية ديموقراطية جديدة مبنية على مبادىء سيادة القانون والمواطنة المتساوية واحترام حقوق الإنسان والحكم الرشيد، والتزاماً بوحدة اليمن وسيادته واستقلاله وسلامة أراضيه، واستجابة لمطالب الشعب في التغيير السلمي وإجراء إصلاحات اقتصادية ومالية وإدارية وتحقيق الرفاه الاقتصادي، وخدمة للمصلحة الوطنية العليا، وتجسيداً للشراكة والتوافق في التشخيص والحلول والتنفيذ، والتزاماً باستقرار البلاد وتحقيق مستقبل ديموقراطي واعد ومشرق، ومن أجل الوحدة الوطنية وبناء السلام وتعزيزه، تلتزم الأطراف الموقعة أدناه التالي : - البند 1 : - يجري الأخ رئيس الجمهورية مشاورات شاملة وشفافة مع جميع المكونات الممثلة في مؤتمر الحوار الوطني الشامل فور توقيع هذا الاتفاق. وتهدف هذه المشاورات إلى تشكيل حكومة كفاءات في مدة أقصاها شهر. وتكلف الحكومة الحالية بتصريف الشؤون العامة العادية حتى تشكيل الحكومة الجديدة. وتعتمد في تشكيل الحكومة الجديدة مبادىء الكفاءة والنزاهة والشراكة الوطنية، على أن تضمن مشاركة واسعة للمكونات السياسية. - تشارك المكونات في هذه المشاورات بشكل فعال، ويتم تمثيلها في الهيئات التنفيذية على المستوى المركزي وفي المحافظات لضمان الفاعلية والشراكة الوطنية. - البند 2 : - خلال ثلاثة أيام من توقيع هذا الاتفاق، يعين الأخ رئيس الجمهورية مستشارين سياسيين من أنصار الله والحراك الجنوبي السلمي. ويحدد الأخ رئيس الجمهورية مهام مستشاريه السياسيين وصلاحياتهم بحيث تستوعب مهامهم المنصوص عليها في هذا الاتفاق. - يتم تعيين رئيس حكومة جديد، على أن يكون شخصية وطنية محايدة وغير حزبية، ويتمتع بالكفاءة وبدرجة عالية من النزاهة، ويحظى بدعم سياسي واسع. ويصدر الأخ رئيس الجمهورية قراراً رئاسياً بتكليف رئيس الحكومة الجديد لتشكيل حكومة جديدة. - يضع المستشارون السياسيون للأخ رئيس الجمهورية معايير المرشحين للمناصب في الحكومة الجديدة. وتتضمن هذه المعايير: النزاهة، والكفاءة، والتحلي بالخبرات اللازمة للحقائب الوزارية، والتزام حماية حقوق الإنسان وسيادة القانون والحياد في إدارة شؤون البلاد. - يرفع المستشارون السياسيون للأخ رئيس الجمهورية توصيات إلى كل من رئيس الجمهورية ورئيس الحكومة حول توزيع مقاعد الحكومة على المكونات السياسية، مع ضمان تمثيل المرأة والشباب. - بعد ثلاثة أيام من إعلان رئيس الحكومة الجديد، ترفع المكونات أسماء مرشحيها إلى كل من الأخ رئيس الجمهورية ورئيس الحكومة. وفي حال عدم تقديم أي من المكونات مرشحيها بعد ثلاثة أيام من الفترة المحددة، يحق لرئيس الجمهورية ورئيس الحكومة تسمية من يرونهم مناسبين لشغل تلك الحقائب، على أن تتوفر فيهم المعايير المدرجة أعلاه، وبما يعزز الشراكة الوطنية. - يتولى الأخ رئيس الجمهورية ورئيس الحكومة الاستعانة بممثل عن كل مكون من مستشاريه السياسيين للبت في أي طعون تقدمها المكونات حول عدم توافق ترشيحات مكونات أخرى مع معايير الترشيح المتفق عليها، في فترة لا تتجاوز 3 أيام. - وبعد إجراء مشاورات، يختار الأخ رئيس الجمهورية وزراء الدفاع والمالية والخارجية والداخلية، شرط توافقهم مع المعايير المدرجة أعلاه، إضافة إلى عدم انتمائهم أو ولائهم إلى أي طرف سياسي. - وبالتشاور مع الأخ رئيس الجمهورية، يختار رئيس الحكومة وزراء الحقائب الأخرى، شرط توافقهم مع المعايير المدرجة أعلاه. - تعد الحكومة خلال ثلاثين يوماً من تشكيلها برنامج عمل توافقياً متضمناً بصورة رئيسة تنفيذ مخرجات مؤتمر الحوار الوطني الشامل. ويرفع البرنامج إلى مجلس النواب لنيل الثقة. - خلال خمسة عشر يوماً من توقيع هذا الاتفاق، يصدر الأخ رئيس الجمهورية مرسوماً لتوسيع مجلس الشورى بناء على مؤتمر الحوار الوطني الشامل، وبما يكفل تحقيق الشراكة الوطنية. - البند 3 : - تخفيف المعاناة عن الشعب مسؤولية مشتركة ويتطلب تضافر جهود جميع الأطراف. لذلك تشكل الحكومة الجديدة لجنة اقتصادية تضم خبراء مؤهلين واقتصاديين من مختلف المكونات السياسية والوزارات المعنية في الحكومة مع خبرة في مجال التشريع والإدارة المالية والاقتصادية. وتكون التوصيات المتفق عليها في اللجنة ملزمة للحكومة. وتشكل اللجنة في غضون أسبوع من تشكيل الحكومة. وتدرس الوضعين الاقتصادي والمالي في اليمن عبر مراجعة الموازنة العامة للدولة والإنفاق، وتقدم توصيات حول كيفية استخدام الوفورات من أجل اعانة الفئات الفقيرة والمناطق التي تعرضت للتهيمش. - تضع اللجنة برنامجاً شاملاً ومفصلاً وواضحاً ومزمناً للإصلاح الاقتصادي، يهدف في المقام الأول إلى تجفيف منابع الفساد في جميع القطاعات ومعالجة اختلالات الموازنة العامة وترشيد الإنفاق. وتحدد اللجنة الاختلالات الناتجة عن الفساد المستشري وسوء التدبير، وتقترح مع الحكومة الجديدة حلولاً حول الإصلاحات الشاملة المطلوبة في قطاعي النفط والطاقة، بطريقة تحقق مطالب الشعب وتطلعاته. - يتم فوراً إصدار قرار جديد يحدد سعراً جديداً هو 3000 ريال لكل 20 ليتراً من الوقود والديزل. وعلى اللجنة الاقتصادية المشار إليها أعلاه أن تعيد النظر في ذلك، في غضون شهرين، وعلى ضوء تحرير استيراد وتوزيع المشتقات النفطية وإصلاح قطاع الكهرباء، وبما يقود إلى إصلاحات سعرية حقيقية مبنية على أسس علمية واقتصادية ويلبي تطلعات الشعب. - تضع اللجنة خطة مفصلة وشاملة، تتضمن حزمة إجراءات لمعالجة الأزمة المالية والاقتصادية الحالية، بطريقة تصون حقوق جميع اليمنيين ومعيشتهم، وتحديداً الفئات الضعيفة والفقيرة. وتهدف الخطة إلى خلق مناخ يتيح لجميع اليمنيين تحسين فرصهم الاقتصادية وتوفير عيش كريم لأسرهم. - تدرس اللجنة جميع القضايا الاقتصادية والمالية خلال وضع هذه الخطة، على أن تشمل بالضرورة القضايا التالية: 1. فتح المنافسة والاستيراد والتصدير أمام القطاع الخاص 2. أسعار السلع الأساسية 3. ضمان جباية عائدات الضرائب والجمارك، والإصلاح الضريبي والجمركي 4. تحصيل المديونية العامة لكافة مؤسسات الدولة، سواء كانت ضريبية أو جمركية أو خدماتية أو غيرها، من الجميع مع التركيز على فئة كبار الملاك. 5. إلغاء الازدواج الوظيفي والوظائف الوهمية في جميع مؤسسات الدولة المدنية والعسكرية والأمنية، والتوظيف في مؤسسات الدولة المدنية عبر وزارة الخدمة المدنية مع مراعاة ما نصت عليه مخرجات مؤتمر الحوار الوطني من معالجات استثنائية 6. تطبيق نظام البصمة في جميع مؤسسات الدولة المدنية والعسكرية والأمنية 7. تخفيف العبء عن كاهل المواطنين جراء قرار الإصلاحات السعرية للمشتقات النفطية 8. الاستثمار في البنى التحتية 9. الفساد المالي والإداري 10. وبرامج الحماية الاجتماعية. - تقدم اللجنة توصيات إلى وزير الخدمة المدنية حول إصلاح سلم الأجور بهدف إزالة العبء عن المواطنين اليمنيين محدودي الدخل. - تضمّن اللجنة في خطتها رؤية لتفعيل المؤسسات الرقابية والمحاسبية، وفي مقدمتها الجهاز المركزي للرقابة والمحاسبة وهيئة مكافحة الفساد، وتعلن تقاريرها السنوية للرأي العام. - تقدم اللجنة خطتها ومصفوفتها التنفيذية المزمنة والملزمة إلى الحكومة الجديدة في غضون ثلاثة أشهر. ويعمل الأخ رئيس الجمهورية والحكومة الجديدة بشكل وثيق مع جميع المكونات لتنفيذ توصيات اللجنة. - البند 4 : - تتخذ الحكومة الجديدة الإجراءات التالية: 1. زيادة دفعات صندوق الضمان الاجتماعي بنسبة 50 في المئة وتسديدها للمستفيدين فوراً، مع مراجعة معايير أهلية المستفيدين لضمان شطب غير المؤهلين وتسجيل المؤهلين الفعليين. 2. زيادة أجور الخدمة المدنية وقطاعي الجيش والأمن، وتسريع عملية إلغاء الوظائف الوهمية والموظفين المزدوجين، من خلال تسديد جميع المدفوعات عبر المصارف أو التحويلات البريدية. 3. زيادة موازنة السنة المالية المقبلة المتعلقة بالتعليم والصحة من أجل استهداف الفئات الفقيرة والمناطق التي تعرضت للتهميش. - البند 5 : - تلتزم الحكومة الجديدة التنفيذ الكامل لمخرجات مؤتمر الحوار الوطني المتعلقة بمكافحة الفساد وتوفر الموارد الضرورية لذلك. - البند 6 : - يمارس رئيس الجمهورية صلاحياته الدستورية لضمان تمثيل عادل لجميع المكونات في الهيئات التنفيذية وعلى المستويين المركزي والمحافظات، إضافة إلى هيئات الإشراف، وذلك لضمان الكفاءة والنزاهة والشراكة الوطنية والفاعلية. ويجب ضمان المشاركة العادلة في الهيئات القضائية بما يتوافق مع مخرجات مؤتمر الحوار الوطني. - تعمل الحكومة بموجب مبادىء الشراكة الوطنية وتحترم مصالح اليمن العليا في السياسات المحلية والخارجية، وتعكس تطلعات جميع أبناء الشعب. - البند 7 : - تشارك جميع المكونات في التحضيرات للسجل الانتخابي الجديد والاستفتاء على الدستور بناء على السجل الجديد، وتشارك في التحضيرات للانتخابات ومراقبتها وفق مخرجات مؤتمر الحوار الوطني. - البند 8 : - يعمل الأخ رئيس الجمهورية عن كثب مع جميع المكونات من أجل تحقيق توافق على دستور جديد عبر آليات لجنة صياغة الدستور والهيئة الوطنية. - البند 9 : - تراجع عضوية الهيئة الوطنية خلال فترة لا تتجاوز 15 يوماً لضمان تمثيل عادل للمكونات. وتحضر الهيئة الوطنية اللائحة الداخلية المنظمة لعملها عبر اللجنة التي شكلت لهذا الغرض، وفق مخرجات مؤتمر الحوار الوطني. - البند 10 : - تعمل الهيئة الوطنية عبر الإشراف على لجنة صياغة الدستور، ضمن قضايا أخرى، على معالجة قضية شكل الدولة بطريقة تلتزم مخرجات مؤتمر الحوار الوطني الشامل. - البند 11 : - تشكل الحكومة لجنة مشتركة مع أنصار الله، لإعداد مصفوفة تنفيذية عاجلة لتنفيذ مخرجات فريق عمل قضية صعدة في مؤتمر الحوار الوطني. وتشكل الحكومة لجنة أخرى، بمشاركة جميع المكونات بما فيها الحراك الجنوبي السلمي، لإعداد مصفوفة تنفيذية عاجلة لتنفيذ مخرجات فريق عمل القضية الجنوبية في مؤتمر الحوار الوطني. - البند 12 : - تنفذ مخرجات فريق عمل الجيش والأمن في مؤتمر الحوار الوطني بشكل صارم ضمن فترة زمنية متفق عليها، بمراقبة ومتابعة من الهيئة الوطنية. - البند 13 : - تعالج الحالة العسكرية والأمنية والقضايا المتعلقة بعمران والجوف ومأرب وصنعاء وأية محافظات أخرى بملحق هذا الاتفاق. - البند 14 : - وقف التصعيد السياسي والجماهيري والإعلامي ورفع مظاهر التهديد والقوة. ويشمل ذلك إلزام وسائل الإعلام الرسمية وحث وسائل الإعلام الحزبية والخاصة على وقف الحملات التحريضية ذات الطابع المذهبي أو الطائفي أو المناطقي. - البند 15 : - فور توقيع هذا الاتفاق واعتماد السعر الجديد للمشتقات النفطية واعلان رئيس حكومة جديد، تزال المخيمات التي أقيمت في محيط منشآت أمنية حيوية، ومن ضمنها حزيز، الصباحة، والمطار. وببد تشكيل حكومة جديدة تزال المخيمات التي أقيمت حول العاصمة صنعاء، وكذلك المخيمات في داخل العاصمة ونقاط التفتيش غير التابعة للدولة في صنعاء ومحيطها. - البند 16 : - تلتزم الأطرف حل أي خلافات حول هذا الاتفاق عبر الحوار المباشر، في إطار مخرجات مؤتمر الحوار الوطني، والتفاوض من خلال لجنة مشتركة تؤسس بدعم من الأمم المتحدة. وتكون اللجنة المشتركة المنبر المناسب لطرح أية قضايا تتعلق بتفسير هذا الاتفاق وتنفيذه. - البند 17 : - تطلب الأطراف من مساعد أمين عام الأمم المتحدة ومستشاره الخاص لليمن مواصلة دعم الأمم المتحدة في تنفيذ الإجراءات المتفق عليها في هذا الاتفاق، وتطلب منه كذلك مواصلة مراقبة أي انتهاكات. | اتفاق السلم والشراكة الوطنية (2014) |

### الملحق الأمني
| اتفاق السلم والشراكة الوطنية (2014) | الحالة العسكرية والأمنية والقضايا المتعلقة بعمران والجوف ومأرب وصنعاء وأية محافظات أخرى - البند 1 : - تتعهد الأطراف إزالة جميع عناصر التوتر السياسي والأمني من أجل حل أي نزاع عبر الحوار وتمكين الدولة من ممارسة سلطاتها. ويجب وقف جميع أعمال العنف فوراً في العاصمة صنعاء ومحيطها من جميع الأطراف - البند 2 : - تؤكد الأطراف ضرورة بسط سلطة الدولة واستعادة سيطرتها على أراضيهاكافة وفق مخرجات مؤتمر الحوار الوطني. - البند 3 : - يتم الاتفاق على آلية، بمساعدة فنية من الأمم المتحدة، لتنفيذ توصيات مؤتمر الحوار الوطني الشامل المتعلقة بـ"نزع السلاح واستعادة الأسلحة الثقيلة والمتوسطة من كافة الأطراف والجماعات والأحزاب والأفراد التي نهبت أو تم الاستيلاء عليها وهي ملك للدولة على المستوى الوطني وفي وقت زمني محدد وموحد". - وتشمل الآلية تمثيلاً لجميع المكونات، ولا تستثني من عملها أي أطراف أو جماعات أو أفراد. وتتضمن الآلية خطة مفصلة وجدولاً زمنياً للتنفيذ ووفق مخرجات مؤتمر الحوار الوطني. - البند 4 : - بخصوص عمران، يشكل رئيس الحكومة الجديد لجنة مشتركة، في غضون خمسة أيام، مهمتها تطبيع الوضع واستكمال أعمال ترتيب السلطات الإدارية والأمنية والعسكرية، بما يحقق فرض سلطة الدولة ويحقق الأمن والاستقرار والتنمية المستدامة. ويقوم المسؤولون المحليون في عمران بممارسة صلاحياتهم بشكل كامل. - وتقوم القوات الأمنية والعسكرية التابعة للدولة بمهامها في ضمان أمن المحافظة واستقرارها. وتتحمل اللجنة المسؤولية الرئيسة عن الإشراف على الاتفاق وتنفيذه، بما في ذلك سحب جميع المجموعات المسلحة القادمة من خارج عمران. - تتعهد الأطراف إعطاء جميع المعلومات الضرورية إلى لجنة المراقبة والتحقق فور طلبها لتمكينها من القيام بمهامها. - وتوفر اللجنة المشتركة كل الدعم والمساعدة اللازمين إلى المسؤولين المحليين لتمكينهم من ممارسة مسؤولياتهم بشكل كامل، وضمان مبدأ الشراكة الوطنية. وتكون اللجنة المنبر المناسب لمناقشة أي عقبات وحلها من أجل القيام بتلك المسؤوليات. - البند 5 : - وقف جميع أعمال القتال ووقف إطلاق النار في الجوف ومأرب فوراً، وانسحاب جميع المجموعات المسلحة القادمة من خارج المحافظتين مع ترتيب الوضع الاداري والأمني والعسكري. وتؤسس الأطراف آلية تنفيذ حازمة ومشتركة ومحايدة من أجل المراقبة والتحقق. وتشرح وثيقة مكملة تفاصيل وقف إطلاق النار والآلية المشتركة، وتضع جدولاً زمنياً صارماً. - وتقوم الحكومة الجديدة بترتيب وضع محافظتي الجوف ومأرب إدارياً وأمنياً وعسكرياً بما يكفل تحقيق الأمن والاستقرار والشراكة الوطنية. وتقوم القوات المسلحة والأمنية التابعة للدولة بمهامها في ضمان أمن المحافظتين واستقرارهما. - البند 6 : - تتضمن الوثيقة المكملة القضايا التالية: 1. مبادىء وقف إطلاق النار 2. مجموعة تعريفات من أجل تجنب الالتباس خلال تنفيذ وقف إطلاق النار 3. تعريف مراحل التنفيذ 4. تشكيل لجنة مشتركة للمراقبة والتحقق، وفرق ميدانية مشتركة للمراقبة والتحقق، وفرق تقنية مشتركة للمراقبة والمراجعة 5. التفنيد الواضح للأعمال التي تعد انتهاكاً لوقف إطلاق النار 6. وجدول أعمال واضح للتنفيذ. - البند 7 : - تلتزم الأطراف تيسير وصول الجهات الفاعلة الإنسانية إلى المحتاجين إلى المساعدة الإنسانية في ظروف آمنة ومن دون عوائق. وتلتزم الأطراف كذلك ضمان سلامة المدنيين، بمن فيهم المدنيون الذين يتلقون المساعدة، فضلاً عن ضرورة كفالة أمن موظفي المساعدة الإنسانية وموظفي الأمم المتحدة والأفراد المرتبطين بها. - البند 8 : - تلتزم الدولة بحماية المواطنين في محافظة البيضاء من خطر القاعدة وتقدم له الدعم اللازم وتقف إلى جانبهم في مواجهة خطر القاعدة والارهاب. - البند 9 - تطبيع الوضع في المناطق التي احتضنت المخيمات بعد رفعها وتجنب أية استحداثات ععسكرية فيها. - البند 10 - إلغاء كل الاجراءات العقابية ادارية أو مالية أو غيرها على العسكريين أو المدنيين على خلفية المشاركة في المظاهرات السلمية أو تأييدهم بطرق سلمية لمطالب شعبية مشروعة. | اتفاق السلم والشراكة الوطنية (2014) |

## الموقعون
الموقعون من الاطراف السياسية على اتفاق السلم والشراكة الوطنية:
- عبد الكريم الإرياني المؤتمر الشعبي العام.
- عبد الوهاب الآنسي التجمع اليمني للإصلاح.
- يحيى منصور أبو أصبع الحزب الاشتراكي اليمني.
- عبد الله نعمان التنظيم الوحدوي الشعبي الناصري (رفض التوقيع).
- محمد موسى العامري حزب الرشاد.
- محمد أبو لحوم حزب العدالة والبناء.
- ياسين مكاوي الحراك الجنوبي السلمي.
- حسن زيد حزب الحق.
- محمد الرباعي اتحاد القوى الشعبية.
- قاسم سلام احزاب التحالف الديمقراطي الوطني.
- عبد الله عوبل التجمع الوحدوي اليمني.
- محمد الزبيري حزب البعث[ ؟ ].
- حسين العزي أنصار الله.
- مهدي المشاط أنصار الله.